# بومرنغ (قناة فرنسية)
بوميرانغ هي قناة تلفزيونية فرنسية-إنجليزية تبث برامج للأطفال في فرنسا وبلجيكا. تم إطلاق القناة في 23 أبريل 2003. القناة مملوكة من قبل نظام تيرنر للبث بفرنسا (Turner Broadcasting System France).

## بعض البرامج المعروضة على القناة
- ذا زوزوس
- باص المدرسة العجيب
- فتيات القوة (مسلسل تلفزيوني 2016)
- السيد ميتي
- رن وستمبي
- حياة روكو الحديثة

## تاريخ شعار القناة

16 أبريل 2005 – 3 يناير 2015
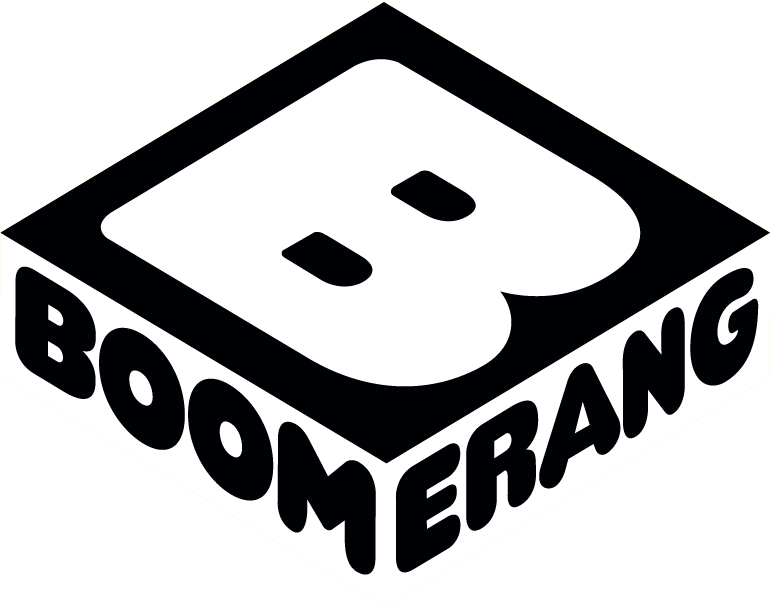
3 يناير 2015 إلى الآن